# Orthetrum sabina
Orthetrum sabina, là một loài chuồn chuồn ngô thuộc họ Libellulidae. Nó được tìm thấy từ đông nam châu Âu và Bắc Phi tới Nhật Bản và phía nam đến Australia và Micronesia.

Nó là một con chuồn chuồn cỡ trung bình với sải cánh 60-85mm. Con trưởng thành có màu từ xám đến vàng lục với các vệt đen và nhạt và mắt xanh lục. Bụng của nó có màu vàng xanh, được đánh dấu bằng màu đen. Loài chuồn chuồn này rất giống với Orthetrum serapia về ngoại hình, với cả hai loài xuất hiện ở phía bắc Úc. Các dấu hiệu nhợt nhạt trên đoạn bốn của bụng không kéo dài vào phần sau khi nhìn từ trên xuống trên Orthetrum sabina. Con cái giống với con đực về hình dạng, màu sắc và kích thước; chỉ khác nhau về đặc điểm tình dục. Con chuồn chuồn này đậu bất động trên cây bụi và cành cây khô trong thời gian dài. Chúng phàm ăn săn mồi những con bướm và chuồn chuồn nhỏ hơn.

## Hình ảnh

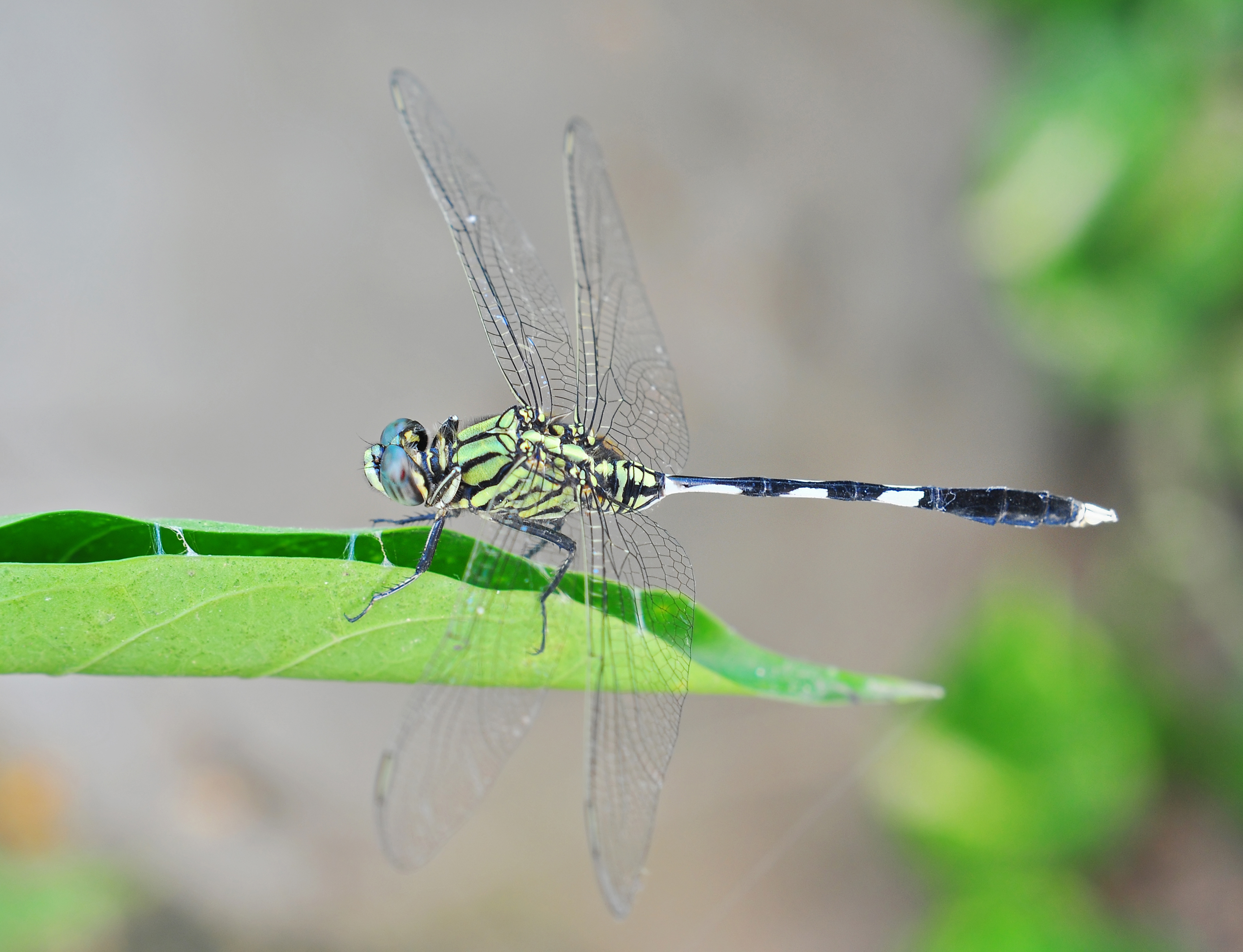
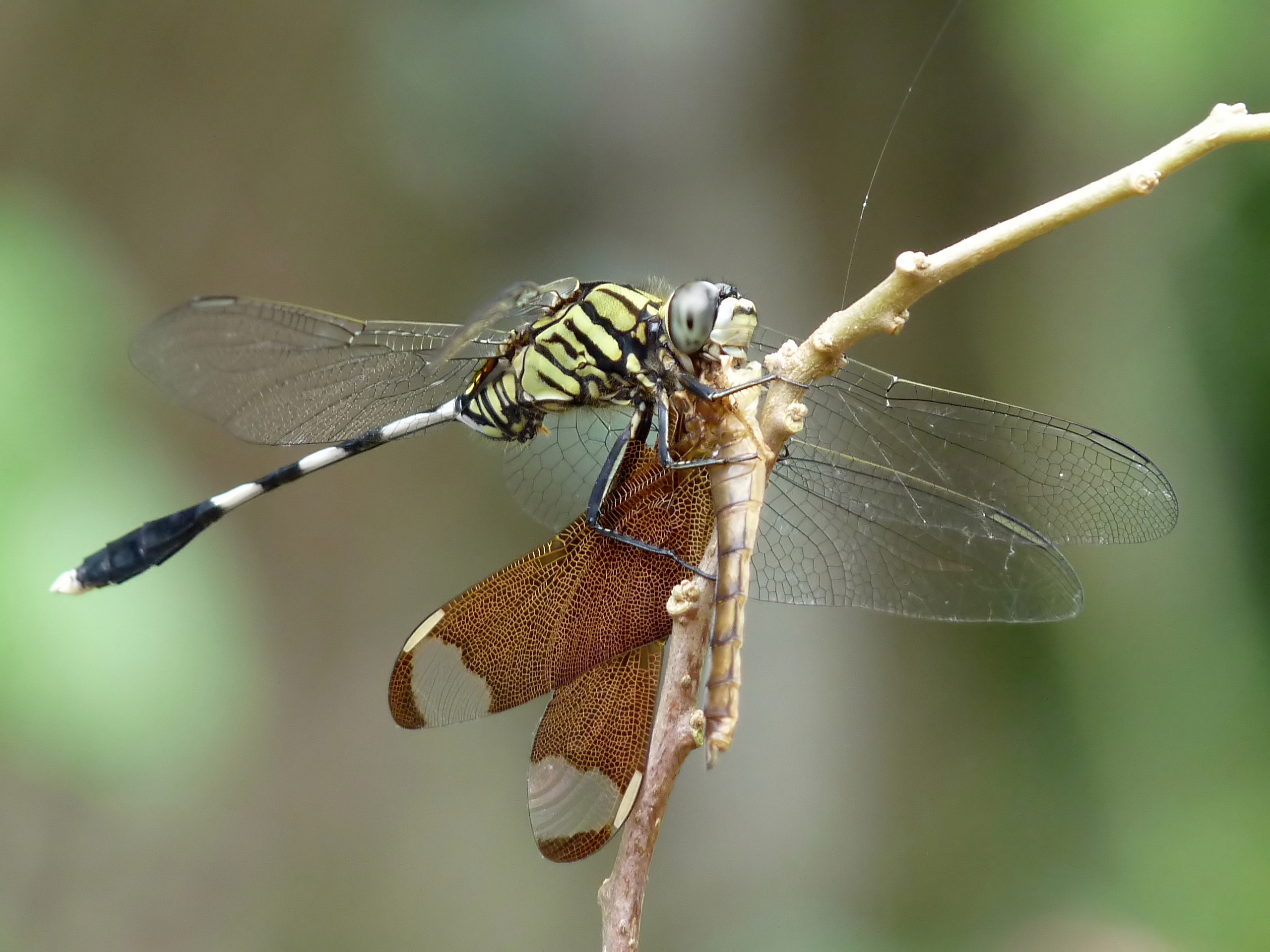
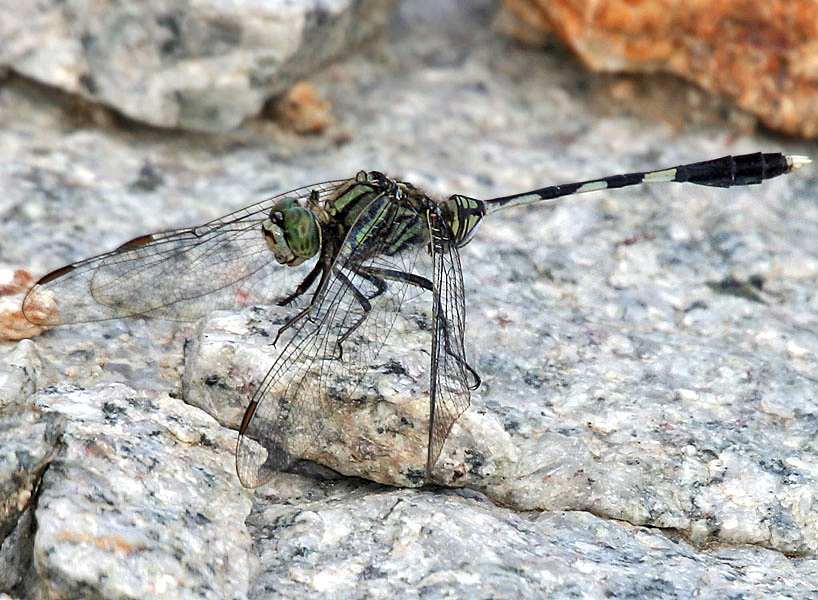
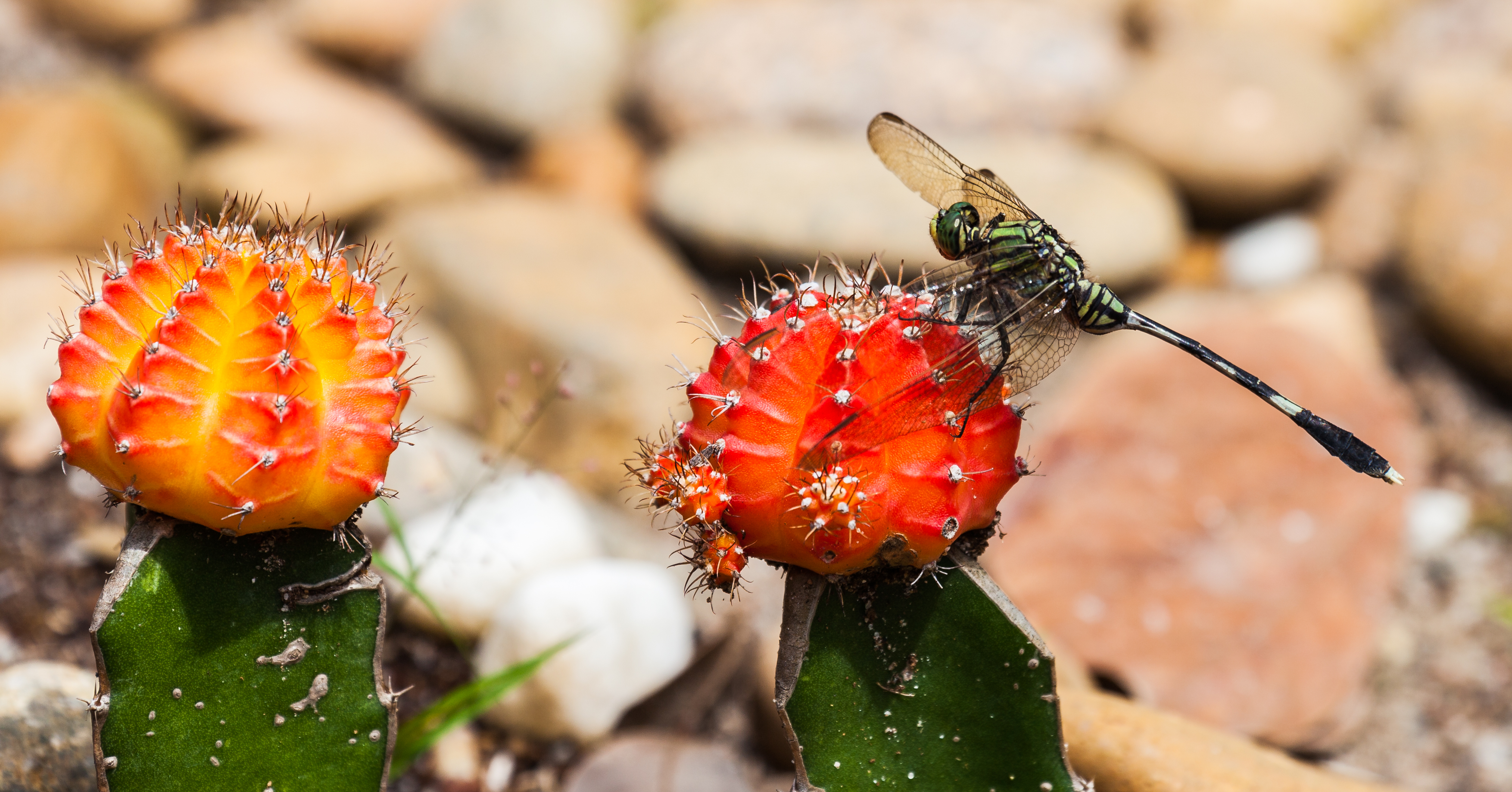